# Barbara Wylie
Barbara Fanny Wylie' (11 septembre 1861 – 1954) est une suffragette britannique connue pour son implication dans la Women's Social and Political Union. Au cours de son activité de militante, elle participe à une tournée au Canada où elle prononce plusieurs discours marquant, dont on garde cette citation : (en) "Deeds not words" « Des actes, pas des mots ».

## Famille
Rachel Barret est née en 1861 à Shrewsbury dans le Shropshire In 1909 she joined the Women's Social and Political Union (WSPU) and in 1910 she joined the Glasgow branch of WSPU as an activist and organizer,. Fille de David Wylie, ingénieur écossais, et d'Elizabeth Clarke. Elle a 3 sœurs et 6 frères. Les quatre filles prendront toutes part au mouvement pour les femmes. Son frère David James Wylie, ingénieur lui aussi, émigre au Canada en 1880 où il devient manager d'un ranch, puis il fonde la Maple Creek Cattle Company, et enfin il entre en politique dans le district de Saskatchewan. Il représente le parti progressiste-conservateur de la Saskatchewan  dans l'assemblée législative de la Saskatchewan de 1905 à 1917.

## Début du militantisme

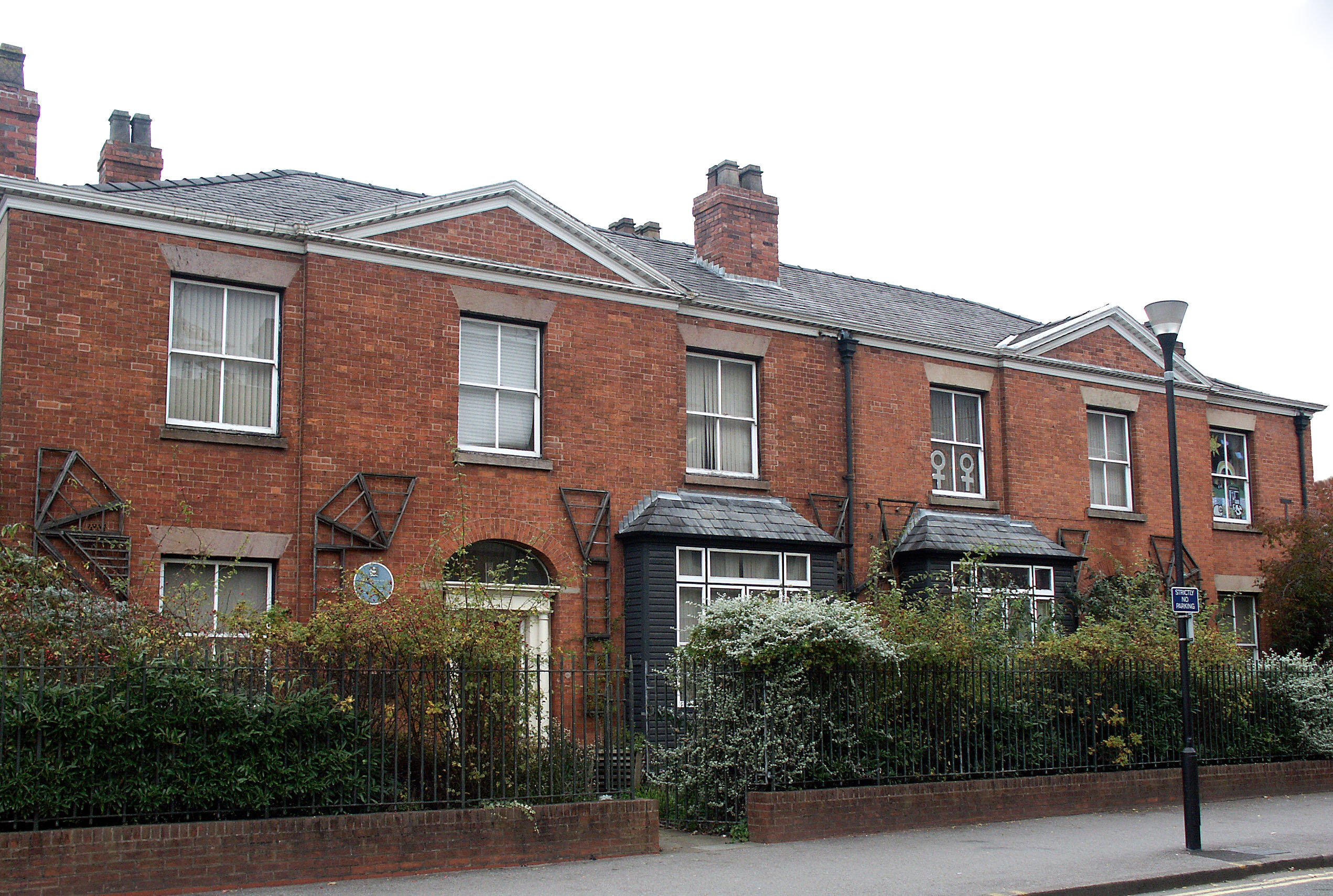
62 Nelson Street, maison où la WSPU fut créée, à Manchester.

La Women's Social and Political Union est fondée le 10 octobre 1903 à Manchester par Emmeline Pankhurst et ses filles Christabel Pankhurst et Sylvia Pankhurst ; elles sont les leaders de ce mouvement. Les membres de la WSPU sont les premières à être connues sous le nom de « suffragettes ». Elles s'opposent aux organisations suffragistes, qu'elles estiment trop modérées. En 1905, Christabel Pankhurst crache sur un policier, ce qui entraîne plusieurs arrestations arbitraires visant la famille Pankhurst.
En 1906, la WSPU installe son siège à Londres, avec l'ambition de peser au niveau national. Le mouvement se développe, notamment grâce au réseau du couple fortuné formé par Emmeline et Frederick Pethick-Lawrence. Il voit dès lors affluer des dons et des adhésions dans tout le Royaume-Uni.
En 1906, la WSPU fonde une branche à Glasgow. Barbara Wylie rejoint cette association en 1909
Elle est nommée organisatrice en 1910, poste qu'elle occupe jusqu'en 1913 lorsque Sylvia Pankhurst prend la relève en tant que secrétaire honoraire. Son rôle est de rédiger des discours, et elle participe aux actions militantes et aux manifestations. Le 25 juillet 1910, elle prend la parole à Calton Hill, au centre d'Edimbourg, et son discours est prononcé de façon synchrone à Londres. Le sujet principal de ce discours concerne l'adoption du women's suffrage bill. En effet, le projet de loi se trouve à cette date en seconde lecture au parlement.
En 1911, elle est arrêtée et reste 7 jours en prison. Le 11 septembre 1911, elle prononce un autre discours resté dans les mémoires, à Kilmarnock au cour duquel elle explique que les femmes réclament le droit de vote car « Ce n'est que par ce biais qu'elles pourraient s'exprimer en tant que femmes et protéger leurs intérêts en tant qu'êtres humains » (en) « only by its means could they express themselves as women and protect their interests as human beings ».
En mars 1912, Barbara Wylie participe au mouvement de protestation de bris de vitrine dans Londres. Elle est arrêtée
Le 10 août 1912, Barbary Wylie prononce un discours en plein air dans lequel elle aborde l'injustice à laquelle les femmes sont confrontés en raison de leur manque de droit de vote, soutenue par le fait que les femmes font déjà de la politique, travaillent et subviennent à leur besoin, mais sans voix.
En 1912, une contremanifestation anti-suffragistes interrompt un discours de Barbara Wylie à Doncaster en lançant des œufs pourris, des écorces d'orange et arrachant les tracts. Violet Key Jones, co-organisatrice de l'évènement, dit que la contre-manifestation aide la cause. Lors d'une autre occasion, à Bradford-on-Avon, Barbara Wylie et Aethel Tollemache doivent être escortées jusqu'à la gare par la police, pour les protéger d'une bande de jeunes d'hommes qui les huaient et les chahutaient.

## Tournée au Canada (1912 - 1913)
En 1912, le mouvement des droits des femmes du Canada demande au WSPU Britannique d'envoyer un représentant afin de sensibiliser les branches suffragistes du Canada, de leur offrir du soutien et d'unifier les branches Canadiennes.
Pankhurst pense que Barbara Wylie est la bonne personne, notamment parce que son frère David Wylie est député du Saskatchewan. Cependant celui-ci ne soutient pas le mouvement à cette date (il changera d'avis en 1917). Barbara Wylie reçoit le soutien du député Albert Bradshaw.
En raison de sa réputation militante, le Canada n'est pas très enthousiaste à la venue de Barbara Wylie. Elle est avertie qu'à la première émeute, elle sera expulsée immédiatement, car les suffragistes Canadiennes n'ont pas d'actions violentes. Celle-ci rétorque que même si elle doit se rendre au Canada en avion, elle ira.
Avant de partir, Barbara Wylie rencontre le premier ministre du Canada Robert Borden à Londres. Elle lui explique que son unique objectif au Canada est de donner les clés aux mouvements suffragistes locaux pour se faire entendre, et qu'elle espère qu'il puisse lui apporter.
Barbary Wylie se rend au Canada en novembre 1912, .
La tournée commence à Montreal le 4 novembre 1912. Emmeline Pankhurst, Sylvia Pankhurst et Forbes Robertson Hale partagent la scène avec Barbara Wylie. Elle presse les femmes présentent dans l'assemblée à se lever pour leurs droits et leurs libertés et faire entendre leurs voix pour le changement.
Le 3 avril 1913, à Calgary, prononce le discours qui la rendra célèbre : (en) « Abandon ladylike constitutional methods. Don’t be docile, don’t be ladylike. Don’t dread being conspicuous. Now is the time for deeds, not words. » « Abandonnez les méthodes constitutionnelles dignes des dames. Ne soyez pas dociles, ne soyez pas distinguées. N'ayez pas peur de vous faire remarquer. L'heure est aux actes, pas aux paroles. ». La citation est devenue le slogan de la WSPU : « des actes, pas des mots. ». Les femmes de Calgary se laissent emporter par le discours au cours duquel elle sous-entend qu'elles ne se défendent pas assez et qu'il est impératif qu'elles commencent à agir et par tous les moyens possibles.
Elle poursuit sa tournée à Vancouver, à New Westminster, à Regina, à Moose Jaw puis à Maple Creek.

## Retour à Londres
De retour à Londres, elle publie des articles pour relater sa tournée, nommés "Woman's position in Canada"
Le 22 juin 1914, elle est arrêtée devant le théâtre royal.

## Amitié avec Emmeline Pankhurst
Barbara Wylie entretien une grande amitié avec Emmeline Pankhurst et lui apporte un soutien de poids dans le mouvement des suffragettes. Elle lui sert régulièrement de garde du corps, par exemple le 22 mai 1914 où elle lui permet de ne pas être arrêtée à St. Andrew's Hall, prenant des blessures et une arrestation à sa place.
La maison de Barbara Wylie sert régulièrement de cachette à Pankhurst. Surnommée "le trou de souris", elle est un havre de paix pour les suffragettes qui se cachent de la police.

## Après la guerre
En 1919, Barbara Wylie participe au fond de soutien pour les sœurs Pankhurst.
Lors du décès d'Emmeline Pankhurst le 14 juin 1928, Kitty fait partie des porteurs du cercueil, avec également Georgina Brackenbury, Marie Brackenbury, Marion Wallace Dunlop, Katherine Marshall, Marie Naylor, Ada Wright et Harriet Kerr.
Barbara Wylie meurt en 1954.